# 거성초등학교
거성초등학교는 대한민국 강원특별자치도 고성군에 있는 초등학교다 

## 학교 연혁
- 1966.11.11 거진국민학교 거성분교장 설립 인가
- 1968.12.04 거성국민학교 설립 인가
- 1969.03.06 개교
- 1996.03.01 거성초등학교로 명칭 변경
- 2002.02.19 제32회 졸업식(총 4111명)
- 2002.03.01 강원도교육청 지정 에너지 절약 연구학교 지정(-2004.2.28까지)
- 2003.02.20 제33회 졸업식
- 2003.08.10 본교 교사 드라이비트 공사 준공
- 2003.10.14 강원도교육청지정 에너지절약연구학교 공개발표회
- 2003.12.22 제2회 강원교육새바람운동 우수학교 표창 수상
- 2004.02.17 제34회 졸업식(총4,166명)
- 2005.02.15 제35회 졸업식(총4,186명)
- 2006.02.14 제36회 졸업식(총4,209명)
- 2007.02.15 제37회 졸업식(총4,225명)
- 2007.09.01 제13대 김연종 교장 부임
- 2008.02.15 제38회 졸업식(총4,246명)
- 2009.02.13 제39회 졸업식(총4,266명)
- 2010.02.11 제40회 졸업식(총4,284명)
- 2011.02.11 제41회 졸업식(총4,297명)
- 2012.02.15 제42회 졸업식(총4,315명)
- 2012.09.01 제14대 서태석 교장 부임
- 2013.02.15 제43회 졸업식(총4,338명)
- 2014.02.14 제44회 졸업식(총4,354명)
- 2014.09.01 제15대 임경수 교장 부임